# 池上圳
池上圳為一座位於臺灣臺東縣池上鄉境內的灌溉水圳系統，其水圳擁有大陂圳，新開園圳的舊名，該水圳引水自新武呂溪出口接卑南溪左岸，由台東農田水利會池上工作站進行管理與維護。

## 沿革
池上圳最初由鳳山移民陳枝和等18名和恆春移民數名，以及原住民族阿美族人於西元1878年（清光緒4年）合力開鑿建設，而成為當時池上地區的第一條水圳，並且，當時的池上圳命名為大陂圳，亦稱新開園圳。
大坡圳引自新武呂溪的溪水，圳道呈西北走向，長約10里，始於新開園，尾於大坡，灌田二百餘甲，為清治時期，台東地區灌溉面積最廣的最大圳道，亦是今日池上圳的主幹道。
而後臺灣進入日治時期，當時台灣總督府又分別在西元1906年（明治39年）新設了萬安圳以及西元1908年（明治41年）開鑿大坡圳，依舊不敷使用。 
西元1921年（大正10年），當地墾民為擴大灌溉範圍，以新開園圳為一主體，向臺灣總督府申請成立新開園圳公共埤圳組合，而後地方人士林福、王明經等181人加入，並向勸業銀行貸款進行舊圳的補強、設新圳道盛土圳（即為浮圳）以及延長舊圳道等工程。
今日現代化的池上圳，完成於西元1993年（民國82年），水圳進水口進入圳道交接處，設有電腦配置進行水流監控。

## 設施

### 進水口
池上圳進水口共有3個。其中最老的進水口興建於日治時期，進水口位置自池上大橋下，新武呂溪往上游約5.84公里距離處之北側溪岸，懸崖下端，遺有池上圳鋼筋水泥建造的圳口，圳口建築依然完好，上面的「池上圳」「大正十年三月」之圳名與建造年代刻字目前依然保存完好。
進水口大小約有1.2丈寬，1丈高，出水口分兩道口，現已被泥砂堵住。
第二個進水口位於新武呂溪出口，接卑南溪左岸，在池上大橋上游不遠處，設有長53.4公尺的通舟形魚道、48.1公尺的水道式魚道。
第三個進水口設於西元2005年（民國94年），位於第二座進水口上游450公尺處，設有魚骨形魚道。

### 沉砂池
沉沙池於西元1989年（民國78年），設置在第二進水口旁。

### 水利公園
水利公園於2005年（民國94年）進行規劃與建設，其中包含管理道路整治、庭園景觀、涼亭設置及植栽花草樹木，並有荷花池及仿古水車搭配渠道設施，配合池上鄉環鄉自行車步道的設立，在經過灌排渠道段落施設休憩區。

### 導水設施
主幹線總長約5.5公里 及10條支線、29條幹給水路。

## 池上浮圳
池上浮圳（池上圳第六支圳、盛土圳）
西元1921年（日治大正10年），池上平原墾民以原有新開園圳為主，向臺灣總督府申請成立新開園圳公共埤圳組合。地方人士林福、王明經等人加入，向勸業銀行貨款進行舊圳補強、新設圳道等工程。其中新設盛土圳，俗成浮圳。浮圳起點為新興村，終點靠近錦園村，與池上大圳相連。由於圳溝位於土提上，高過農田，稱為浮圳。
浮圳原為土溝，日治末期改成砌石混凝土圳溝。1963年（民國52年），臺東農田水利會改建圳道為RC造。浮圳全長1,195.5公尺，最寬處約10公尺，最高處近6公尺，目前浮圳中段建有木造休憩涼亭。

## 周遭景點
- 伯朗大道
- 池上福德宮
- 大坡池
- 臺東縣客家文化園區

## 資料來源
1. 1 2 3 4 5 6  .   [2014-12-07]. （原始内容存档于2014-12-08）.
2. 1 2 3 4  .   [2011-02-10]. （原始内容存档于2019-05-10）.
3. ↑  .   [2014-12-07]. （原始内容存档于2015-08-10）.
4. ↑  .   [2014-12-07]. （原始内容存档于2013-12-17）.
5. ↑  .   [2014-12-07]. （原始内容存档于2015-12-23）.
6. 1 2  .   [2014-12-07]. （原始内容存档于2014-12-09）.